# Courtney Brosnan
Courtney Brosnan (* 10. November 1995 in Short Hills, New Jersey) ist eine in den USA geborene irische Fußballtorhüterin.

## Karriere

### Vereine
In ihrer Zeit am College spielte sie für Syracuse Orange und fand dann ab Anfang 2018 mit Croix de Savoie Ambilly in Frankreich ihren ersten Klub in ihrer Karriere als Erwachsene. Zur Saison 2018/19 wechselte sie dann aber wiederum schon weiter zu Le Havre, wo sie über den Verlauf dieser Spielzeit aktiv war. Ab der Spielrunde 2019/20 schloss sie sich nun in England West Ham United an, für welche sie im Verlauf der Saison in zehn Ligaspielen der Women’s Super League das Tor hütete, in der Spielzeit 2020/21 kam sie dann nur noch auf sechs Einsätze, wovon fünf vom 16. bis zum 20. Spieltag stattfanden.
Seit der Saison 2021/22 steht sie nun bei Everton unter Vertrag und kommt hier seit der Spielzeit 2022/23 nun wieder öfters zum Einsatz.

### Nationalmannschaft
Nach der der irischen U17 nahm sie mit der U19 an einigen Qualifikationsspielen teil, konnte sich mit ihrem Team aber nicht für eine Turnierendrunde qualifizieren. Für Irland debütierte sie im Jahr 2020 dann auch in der A-Nationalmannschaft. Ihr erster bekannter Einsatz war der 3:0-Sieg über Montenegro in der Qualifikation für die Europameisterschaft 2022.
Es folgten auch weitere Einsätze bei Freundschaftsspielen und für die Qualifikation zur Weltmeisterschaft 2023 stieg sie sogar zur alleinigen Stammtorhüterin auf. Am Ende half sie so auch dabei, dass ihre Mannschaft den zweiten Platz in der Gruppe erreichte. Damit ging es für ihr Team im Oktober 2022 in einem Playoff-Spiel gegen Schottland noch um einen Startplatz bei der Endrunde. Mit einem 1:0-Sieg konnte man sich hier durchsetzen und sich somit erstmals für ein großes Turnier qualifizieren. Ihre wichtigste Aktion bei dieser Partie war hier der gehaltene Elfmeter von Caroline Weir in der 14. Minute.
Am 28. Juni 2023 wurde sie für die WM-Endrunde nominiert.